# ولی‌الله زمانی
ولی‌الله زمانی (زاده ۱۳۱۶ – درگذشته ۱۳۸۵) نماینده بابل در دوره دوم مجلس شورای اسلامی، در سال ۱۳۱۶ در شهمیرزاد واقع در استان سمنان به دنیا آمد. وی پس از گذراندن دوره دانشسرای عالی کشاورزی به شغل معلمی در استان مازندران پرداخت.
در سال‌های قبل از انقلاب اسلامی به جمع مبارزین راه آزادی پیوست و در جنبش اسلامی شرکت نمود. در آن دوران، وی بارها برای شرکت در جلسات سخنرانی دکتر علی شریعتی در حسینیه ارشاد به تهران آمد.
پس از پیروزی انقلاب اسلامی و در دوره دوم انتخابات مجلس شورای اسلامی از حوزه انتخابیه بابل به عنوان نماینده مجلس برگزیده شد.
حضور فعال ایشان در کمیسیون امور نفت و جلسات مجلس و نطق‌های پیش از دستور تا پایان مجلس دوم ادامه داشت.
ولی‌الله زمانی در یکی از سخنرانی‌هایش در مجلس به تلاش‌هایش در دوران مبارزه اشاره می‌کند: «از پایه‌گذاران انجمن اسلامی دانش آموزان در سال ۱۳۳۶ و انجمن جوانان در سال ۱۳۴۰ در قائمشهر و انجمن اسلامی معلمان در بابل هستم. در طول مبارزات ده‌ها بار دستگیر و بازجویی و پنج بار در دادگاه نظامی محاکمه شدم. از سال ۱۳۵۰ ممنوع‌الکلام شدم و از سال ۱۳۵۲ ممنوع‌التدریس شدم، ساواک پیشنهاد همه چیز را نمود، اما ایمانم را نفروختم.
پس از پیروزی انقلاب اسلامی به گرد پستی نرفتم و با تشکیل کلاس‌های مستمر اعتقادی و تحلیل سیاسی، به سخنرانی در مجامع و راهپیمایی‌ها و قبل از خطبه‌ها پرداختم؛ هر چند پس از انتخاب شدن به عنوان نماینده مجلس، علی‌رغم درخواست شفاهی و کتبی (با این که تنها نماینده شهر هستم) فرصت سخن در نماز جمعه بابل پیش نیامد!».
او در دوره سوم انتخابات مجلس در حوزه انتخابیه قائمشهر شرکت کرد که موفق به کسب آرای لازم نشد و از حضور در مجلس بازماند. سپس مجدداً به شغل دبیری بازگشت.
در شهریور ۱۳۸۵ در بابل فوت کرد و در زادگاهش شهمیرزاد به خاک سپرده شد.